# Аноэта (стадион)
«Аноэта» (баск. Anoeta estadioa, исп. Estadio de Anoeta), известный так же под спонсорским названием «Реале Арена» (баск. и исп. Reale Arena) — стадион, расположенный в Сан-Себастьяне, Страна Басков, Испания, открыт в 1993 году. Является домашней ареной футбольных клубов «Реал Сосьедад» и «Реал Сосьедад B». Потенциально один из стадионов, на котором состоятся игры Чемпионата мира по футболу 2030.
Стадион находится в спортивном комплексе Аноэта и в основном используется для домашних матчей команды Ла Лиги Реал Сосьедад.

## История
Стадион «Аноэта» был построен в 1993 году в районе Амара на замену Campo de Fútbol Municipal de Atocha, который был домашней ареной клуба Реал Сосьедад с 1913 года. Первоначальные затраты на строительство «Аноэты» составили 3 миллиарда песет или 21 миллион евро в эквиваленте).
Официально был открыт 29 июля 1993 года при проведении чемпионата Европы по лёгкой атлетике среди юниоров, а через 2 недели 13 августа на стадионе состоялся первый товарищеский футбольный матч между клубами «Реал Сосьедад» и «Реал Мадрид», первый гол на новом стадионе забил игрок мадридского клуба Лорен, а встреча закончилась вничью 2:2.
Общая вместимость стадиона, которая изначально составляла 32000 человек, была ограничена до 26800 из-за работ по его реконструкции. К завершению работ в сентябре 2019 года вместимость оценивалась в 39313 мест с возможностью расширения при необходимости до 42300 зрителей, что делает его 2-м по величине стадионом в Стране Басков и 11-м  в Испании.

### Предложения по реконструкции
В 2004 году Хосе Луис Астизаран стал президентом «Реал Сосьедад», в то же время был запущен проект под названием Gipuzkoarena, который планировалось завершить к 2007 году. Предполагалось увеличить вместимость стадиона до 42000 мест благодаря демонтажу легкоатлетической дорожки, которая создавала расстояние между трибунами и самим полем. Это долгое время было причиной недовольства болельщиков и приводило к холодной атмосфере на трибунах. Проект предусматривал также строительство магазинов и отеля, но был в итоге отклонён городским советом.
В конце 2007 года новый президент клуба Иньяки Бадиола предложил клубe выкупить стадион. Это предложение вскоре также было отвергнуто на заседании городского совета. В 2008 году Бадиола сделал ещё два предложения по стадиону, одно из них имело сходство с проектом Gipuzkoarena. Бадиола не успел дождаться решения городского совета и ушёл со своего поста. Позже его преемник, Джокин Аперрибай, предпринял новую попытку реконструировать стадион и наконец городскими властями было принято решение о реконструкции стадиона.

### Реконструкция 2017 — 2019 годов
В 2015 году клуб объявил, что начнет реконструкцию на «Аноэте» в 2016 году, увеличив стадион и удалив беговую дорожку вокруг поля.
Строительство в конечном итоге началось в мае 2017 года. После завершения в октябре 2019 года реконструированная арена должна будет вмещать около 42300 зрителей. Стоимость проекта в размере 47 миллионов евро рассчитывали разделить между клубом (33 миллиона евро), правительством Басков (10 миллионов евро) и Советом провинции Гипускоа (4 миллиона евро).  . Автором проекта стал известный баскский архитектор Изаскун Ларсабаль, который также спроектировал многие объекты на тренировочном комплексе клуба Зубиета. После завершения общая стоимость реконструкции составила 78,6 миллионов евро, из них «Реал Сосьедад» выделил 64,6 миллиона евро.
На первом этапе реконструкции убрали беговую дорожку, установили нижние ряды на боковых трибунах и построили совершенно новую южную трибуну. Эти работы завершились сразу после начала сезона Ла Лиги 2018—19, поэтому клубу пришлось провести свои первые три матча на выезде, прежде чем принять «Барселону» в четвёртом туре 15 сентября 2018 года. Более 3000 дополнительных членов были приняты в клуб из-за увеличения вместимости стадиона. Ожидалось, что вторая фаза работ на новой северной трибуне будет завершена в течение того сезона. Во время второй фазы (октябрь 2018 года — сентябрь 2019 года) была построена новая северная часть стадиона, зеркально отражающая южную. В целом работы длились до конца 2019 года, когда западную сторону полностью отремонтировали, а весь стадион был обернут новым небесно-голубым фасадом ETFE. «Реал Сосьедад» играл на выезде в в первых трех турах Ла Лиги 2019–20, чтобы позволить завершить реконструкцию стадиона. Реконструированный стадион дебютировал 14 сентября 2019 года против «Атлетико Мадрид» (2:0) и собрал рекордное число болельщиков — около 33374 человек. Через пять месяцев баскское дерби против «Атлетик Бильбао», в котором «Реал Сосьедад» победил со счетом 2:1, установило новый рекорд в 36730 зрителей.
По спонсорскому соглашению со страховой компанией  «Реале Сегурос» стадион «Аноэта» до 2025 года сменил официальное название на «Реале Арена».
После реконструкции стадион получил награду World Prix Versailles 2020 в категории «Спорт».
В декабре 2023 года клуб сообщил, что увеличит вместимость стадиона «Реале Арена» до более чем 41000 мест, чтобы соответствовать минимальным требованиям ФИФА для стадионов-участников Чемпионата Мира 2030 года.

### Использование стадиона
Баскскому сопернику «Реал Сосьедада» «Атлетику Бильбао» разрешили использовать «Аноэту» для первой домашней игры сезона Ла Лиги 2013–14, поскольку его собственный стадион «Сан-Мамес» всё ещё находился в стадии строительства.
На стадионе также прошли четыре неофициальных товарищеских матча сборной Страны Басков в 1993,1998, 2004 и 2012 годах.
Кроме футбольных матчей стадион также использовался для проведения концертов и для матчей по регби Heineken Cup клубом Top 14 «Биарриц Олимпик», базирующимся во Франции недалеко от Сан-Себастьяна. Начиная с сезона Top 14 2009–10 «Биарриц» и ещё один клуб «Авирон Байонне» проводили домашние матчи на «Аноэте», которая является ближайшим к их городам крупным стадионом.
21, 22 и 25 августа 2020 года на стадионе прошли перенесённые из-за пандемии коронавируса матчи четверть- и полуфинала Лиги чемпионов УЕФА среди женщин 2019/20, а также 30 августа на стадионе прошёл финал турнира.

## Местоположение стадиона
Стадион «Аноэта» расположен к югу от района Амара в Сан-Себастьяне по адресу: Аноэта Пасеалекуа, 1 - 20014 Сан-Себастьян на месте бывшей спортивной трассы. Стадион является частью так называемого спортивного города Аноэта. Рядом со спортивным комплексом находится многофункциональная площадка Donostia Arena 2016 (Plaza de Toros de Illumbe). В здании стадиона также находятся культурный центр (Ernest Lluch ), офисы спортивной федерации (Kirol Etxea), штаб-квартира Федерации футбола Гипускоана, офисы клуба «Реал Сосьедад», клубный магазин и музей .
Рядом со стадионом установлены памятники Айтору Сабалете (болельщику «Реал Сосьедад», которого зарезал в Мадриде болельщик «Атлетико Мадрид» перед матчем Кубка УЕФА в 1998 году) и Альберто Ормаэчеа (тренеру «Реал Сосьедад», при котором клуб взял два чемпионских титула подряд, один раз занял второе место и вышел в полуфинал Кубка европейских чемпионов).
Рядом со стадионом находится вход в метро Donostialdea , что позволяет болельщикам быстро перемещаться в остальные части города и другие муниципалитеты провинции Гипускоа.